# سلبينير

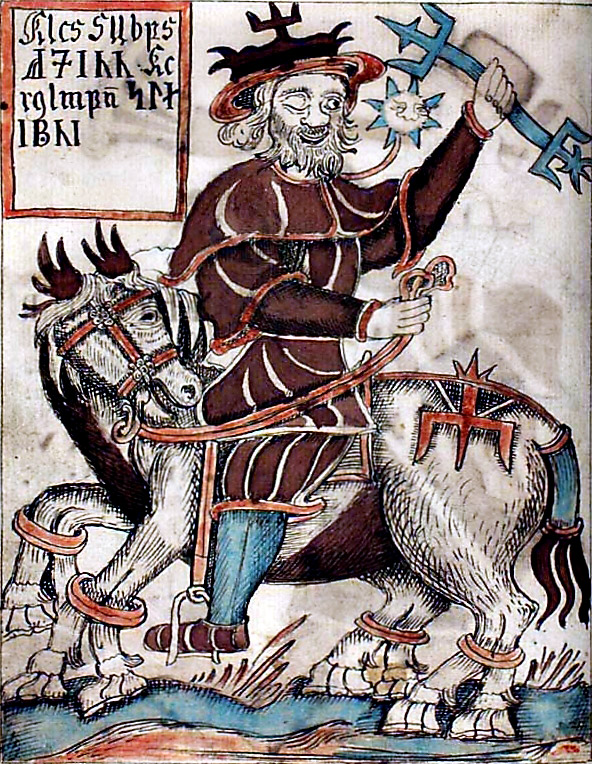

سلبينير (Sleipnir) هو المهر السحري الذي عاد به لوكي بعد أن تخفى على هيئة إنثى حصان لإغواء سفادلفاري حصان هيرمثرس. أصبح سلبينير الجواد الخاص بأودين وله القدرة على المسير على الماء والهواء.